# 蒙格 (伊利諾伊州派克縣)
蒙格（英語：Munger）是位於美國伊利諾伊州派克縣的一個非建制地區。該地的面積和人口皆未知。

## 地理
蒙格的座標為39°45′26″N 91°19′20″W / 39.75722°N 91.32222°W，而該地的平均海拔高度為141米（即463英尺）。